# Lãnh hải

Các vùng biển theo luật quốc tế

Lãnh hải hay hải phận là vùng biển ven bờ nằm giữa vùng nước nội thủy và các vùng biển thuộc quyền chủ quyền và quyền tài phán quốc gia (tức vùng đặc quyền kinh tế). Chủ quyền của quốc gia đối với vùng lãnh hải không phải là tuyệt đối như đối với các vùng nước nội thủy, do có sự thừa nhận quyền qua lại vô hại của tàu thuyền nước ngoài trong lãnh hải. Cũng lưu ý rằng chủ quyền của quốc gia ven biển được mở rộng hoàn toàn và riêng biệt đối với vùng trời trên lãnh hải cũng như đối với đáy biển và lòng đất dưới đáy biển của vùng lãnh hải này. Trong vùng trời phía trên lãnh hải, các quốc gia khác có quyền tự do qua lại vô hại đối với các phương tiện bay (máy bay chẳng hạn). Đối với đáy biển và lòng đất dưới đáy biển, quốc gia ven biển cũng có toàn quyền định đoạt.

## Lịch sử
Trong một thời gian dài, các quốc gia quy định chiều rộng của lãnh hải rất khác nhau. Công ước Liên Hợp Quốc về Luật biển 1982 đã quy định thống nhất rằng các quốc gia ven biển có quyền ấn định chiều rộng lãnh hải không quá 12 hải lý (khoảng 22,2 km) tính từ đường cơ sở (tức đường tiếp giáp thực tế của đất và nước hay đường thẳng nối 2 điểm thuộc đất liền được chọn khi chúng nổi lên trên mặt nước và xa bờ nhất khi mực nước thủy triều là thấp nhất, đo trung bình nhiều năm dọc theo bờ biển, theo 1 trong 2 phương pháp là đường cơ sở thông thường hay đường cơ sở thẳng) theo các điều khoản của Công ước Liên Hợp Quốc về Luật biển 1994, ngoại trừ các khu vực mà hai hay nhiều quốc gia có chung biên giới biển rất gần nhau. Ranh giới phía ngoài của lãnh hải được tính là đường biên giới quốc gia.
Lãnh hải mà 1 quốc gia đòi hỏi có thể gây ra tranh cãi từ phía các quốc gia khác khi các quốc gia này rất gần nhau về biển. Lãnh hải nói chung là chủ thể của các sự mở rộng tùy hứng để đảm bảo thuận tiện cho các hoạt động ven bờ như khai thác dầu khí, các quyền đánh bắt cá (xem thêm chiến tranh cá tuyết) cũng như ngăn cản các hoạt động của các đài phát sóng vô tuyến đối địch từ các tàu thuyền hàng hải hay được neo đậu trong các vùng biển quốc tế.
Từ thế kỷ XVIII cho đến giữa thế kỷ XX, lãnh hải của đế chế Anh, Mỹ, Pháp và nhiều quốc gia khác có chiều rộng 3 hải lý (khoảng 5,6 km). Nguyên thủy nó là tầm bắn của đại bác, do với khoảng cách này thì quốc gia có chủ quyền có thể bảo vệ được lãnh thổ trên đất liền của mình. Tuy nhiên đối với Na Uy thì nó là 4 hải lý (7,4 km) và đối với Tây Ban Nha thì là 6 hải lý (11,1 km) trong giai đoạn này.

## Quyền pháp lý

### Quốc gia ven biển
Quốc gia ven biển có quyền ấn định các tuyến đường qua lại và phân chia các luồng giao thông dành cho tàu thuyền nước ngoài khi đi qua lãnh hải của mình. Các tuyến đường này phải phù hợp với các quy định của Công ước Liên Hợp Quốc về Luật biển năm 1982 và các luật quốc tế có liên quan khác.
Trong trường hợp có sự vi phạm, đe dọa hòa bình, an ninh, trật tự của mình, quốc gia ven biển có quyền sử dụng các biện pháp thích hợp để bảo vệ chủ quyền, kể cả đình chỉ không cho qua lại không gây hại. Việc tạm thời đình chỉ này chỉ có hiệu lực quốc tế khi đã được công bố theo đúng các thủ tục quy định và không có sự phân biệt đối xử đối với tàu thuyền nước ngoài khi được thực hiện. Quốc gia ven biển cũng có thể cho phép tàu thuyền nước ngoài có được khả năng tạm dừng, tạm trú khi thực hiện quyền qua lại không gây hại trong các trường hợp bất khả kháng (force majeure) như: mưa bão, thiên tai, chiến tranh v.v. hay các sự cố hàng hải có thể gây nguy hiểm đến sự an toàn hàng hải hay tính mạng hành khách.

### Quốc gia khác
Có quyền qua lại không gây hại. Đây là 1 truyền thống mang tính tập quán. Quyền này được thừa nhận vì mục đích phát triển, hợp tác, kinh tế, hàng hải của cộng đồng nói chung cũng như của từng quốc gia.
Qua lại không gây hại phải được hiểu như là việc đi lại nhưng không gây tổn hại đến hòa bình, an ninh, trật tự hay các lợi ích chính đáng của quốc gia ven biển. Danh sách các hoạt động không liên quan đến hoạt động qua lại mà tàu thuyền nước ngoài không được phép thực hiện đã được kê trong điều 19 Công ước Liên Hợp Quốc về Luật biển năm 1982. Các quốc gia ven biển không được phép đặt điều kiện cho tàu thuyền nước ngoài khi đi qua lãnh hải của mình như: phải xin phép hoặc thông báo trước.

## Quyền tài phán
Khi thực hiện quyền qua lại không gây hại thì tàu thuyền nước ngoài phải tôn trọng các quy định hợp pháp trong luật của quốc gia ven biển. Các tàu thuyền quân sự hay tàu thuyền khác của nhà nước sử dụng vào mục đích phi thương mại được hưởng quyền miễn trừ tài phán hình sự và tài phán dân sự, nhưng quốc gia mà tàu thuyền đó treo cờ phải chịu trách nhiệm trước các vi phạm (có thể) do các tàu thuyền này gây ra trong lãnh hải của quốc gia ven biển.
Công ước 1982 không quy định quyền tài phán hình sự của quốc gia ven biển đối với tàu thuyền nước ngoài để có thể bắt giữ hay tiến hành dự thẩm sau một vụ việc vi phạm hình sự xảy ra trên con tàu này trong quá trình nó đi qua lãnh hải của quốc gia ven biển, nhưng quốc gia ven biển có quyền thực hiện quyền tài phán nếu hậu quả của vụ vi phạm đó có liên quan đến lợi ích của quốc gia ven biển, chẳng hạn: phá hoại hòa bình. an ninh, trật tự của quốc gia ven biển; thuyền trưởng hoặc viên chức ngoại giao (lãnh sự) của quốc gia mà tàu này treo cờ yêu cầu hay khi các biện pháp này là cần thiết để chống lại tội phạm buôn lậu ma túy hay các chất kích thích bị cấm khác.
Công ước cũng dự tính quyền của quốc gia ven biển được áp dụng các biện pháp mà luật pháp quốc gia đó quy định để tiến hành bắt giữ, dự thẩm đối với tàu bè nước ngoài đi qua lãnh hải sau khi rời khỏi nội thủy của quốc gia ven biển đó nhằm bảo vệ an ninh quốc gia. Ngược lại, đối với vụ vi phạm hình sự diễn ra trước khi con tàu nước ngoài (xuất phát từ cảng nước ngoài khác) đi vào lãnh hải, nhưng không vào nội thủy thì quốc gia ven biển đó không có quyền can thiệp.
Quốc gia ven biển cũng không có quyền ép tàu thuyền nước ngoài đang qua lại trên lãnh hải của mình phải dừng lại (hay thay đổi hành trình của nó) nhằm thực hiện quyền tài phán dân sự đối với 1 cá nhân nào đó trên tàu này, nhưng có quyền áp dụng mọi biện pháp trừng phạt (hoặc đảm bảo an toàn dân sự) mà luật pháp trong nước quy định đối với các tàu thuyền nước ngoài đang neo đậu trong lãnh hải hoặc đi qua lãnh hải ngay sau khi rời khỏi nội thủy của mình.  

## Lãnh hải của một số quốc gia
Phần lớn các quốc gia và vùng lãnh thổ có biển vây quanh đều tuyên bố vùng lãnh hải của mình như nói trên, nghĩa là trong phạm vi 12 hải lý khi có thể. Tuy nhiên, có một số trường hợp lại tuyên bố vùng lãnh hải không phải như vậy. Cụ thể bao gồm:
- Không: Bosnia và Hercegovina, Montenegro.
- 3 hải lý (5,6 km): Jordan, Palau, Singapore.
- 6 hải lý (11,1 km): Cộng hòa Dominica, Hy Lạp, Thổ Nhĩ Kỳ.
- 12 hải lý (22,2 km): Ấn Độ, Albania, Algérie, Angola, Antigua và Barbuda, Argentina, Australia, Bahamas, Bahrain, Bangladesh, Barbados, Bỉ, Belize, Brasil, Brunei, đảo Bouvet[1], Bulgaria, Campuchia, Cameroon, Canada, Cabo Verde, Chile, Đài Loan, Colombia, Comoros, quần đảo Cook, Costa Rica, Bờ Biển Ngà, Croatia, Cuba, Síp, Cộng hòa Dân chủ Nhân dân Triều Tiên, Cộng hòa Dân chủ Congo, Đan Mạch[2], Djibouti, Dominica, Ai Cập, Guinea Xích Đạo, Eritrea, Estonia, quần đảo Faroe[3], Fiji, Phần Lan, Pháp, Gabon, Gambia, Gruzia, Đức, Ghana, Grenada, Guatemala, Guinea, Guiné-Bissau, Guyana, Haiti, Honduras, Indonesia, Iran, Iraq, Ireland, Israel, Italia, Jamaica, Nhật Bản, Kenya, Kiribati, Kuwait, Latvia, Liban, Libya, Litva, Madagascar, Malaysia, Maldives, Malta, quần đảo Marshall, Mauritanie, Mauritius, México, Micronesia, Monaco, Montenegro, Maroc, Mozambique, Myanma, Namibia, Nauru, Hà Lan, New Zealand, Nicaragua, Nigeria, Niue, Na Uy[4], Oman, Pakistan, Panama, Papua New Guinea, Ba Lan, Bồ Đào Nha, Qatar, Hàn Quốc, România, Nga, Saint Kitts và Nevis, Saint Lucia, Saint Vincent và Grenadines, Samoa, São Tomé và Príncipe, Ả Rập Saudi, Sénégal, Seychelles, Sierra Leone, quần đảo Solomon, Nam Phi, Tây Ban Nha, Sri Lanka, Sudan, Suriname, Thụy Điển, Syria, Thái Lan, Đông Timor, Tonga, Trinidad và Tobago, Tunisia, Trung Quốc, Thổ Nhĩ Kỳ (tại Biển Đen và Địa Trung Hải), Tuvalu, Ukraina, UAE, Vương quốc Anh, Tanzania, Hoa Kỳ, Uruguay, Vanuatu, Venezuela, Việt Nam, Yemen.
- 12 hải lý/ DLM: Slovenia (DLM nghĩa là "cơ quan lập pháp quốc gia thiết lập các giới hạn của vùng lãnh hải bằng dẫn chiếu tới sự phân định của các ranh giới biển với các quốc gia cận kề hay đối diện, hoặc là theo đường trung tuyến (điểm giữa) khi không có thỏa thuận phân định ranh giới biển").
- 30 hải lý: Togo.
- 200 hải lý: Bénin, Cộng hòa Congo, Ecuador, El Salvador, Liberia, Peru, Somalia.
- Xác định theo tọa độ: Philippines (hình chữ nhật xác định theo các tọa độ. Tuyên bố kéo dài ra ngoài phạm vi 12 hải lý).